# Конденсат цветового стекла
«Конденсат цветового стекла» (конденсат цветного стекла, цветовой стеклообразный конденсат) (англ. color glass condensate) — теоретический подход (модель) к описанию сильного взаимодействия в условиях высоких плотностей. Особенностью теоретической модели является глазма, но модель описывает и процессы до столкновения.
Каждое слово термина «конденсат цветового стекла» относится к характеристикам гипотетической глюонной волны. Слово «конденсат» означает высокую плотность глюонов. Слово «цветовой» — к цветовому заряду, который несут кварки и глюоны в результате сильного взаимодействия. Слово «стекло» же отсылает к свойствам одноимённого материала, с которыми можно сравнить некоторые особенности поведения глюонов. Существует физика конденсата цветного стекла. Конденсат цветового стекла является эффективной теорией, описывающий адронные и ядерные волновые функции.
Также «конденсатом цветового стекла» называется состояние материи, предшествующее глазме. Этот тип материи не зависит от сорта адронов.